# Хазієво
Хазі́єво (рос. Хазиево, башк. Хажи) — присілок у складі Бураєвського району Башкортостану, Росія. Входить до складу Челкаковської сільської ради.
Населення — 66 осіб (2010; 89 у 2002).
Національний склад:
- башкири — 98 %